# Francisco Xavier Carneiro
Francisco Xavier Carneiro (Mariana, 1765 — Mariana, 1840) est un peintre baroque, doreur et incarnateur brésilien.

## Biographie
Francisco Xavier Carneiro naît à Mariana, dans le Minas Gerais, au Brésil, en 1765.
Fils d'une esclave, il a probablement été affranchi grâce à la loi du « ventre libre », une fois baptisé.
En 1793, il peint et dore les autels latéraux de l'église de Notre-Dame-du-Rosaire d'Itabirito, dans le Minas Gerais. Trois ans plus tard, il est chargé de l'évaluation des travaux de peinture de la église mère de Notre-Dame-du-Pilier (pt), à Ouro Preto (Minas Gerais).
Entre 1798 et 1799, lui et Mestre Ataíde sont engagés pour faire l'l'incarnation et le rembourrage des images — c'est-à-dire pour les peindre — des statues sculptées par Aleijadinho dans les chapelles de l'Agonie dans le Jardin des Oliviers, de l'Arrestation, du Couronnement et du Portement de croix du Sanctuaire de Bom Jesus de Matosinhos,,. Elles ne sont réalisées que lorsque les chapelles ont été achevées — 1808 pour les pièces de la Sainte Cène ; 1818 pour celles du Jardin et de la Prison,.
Carneiro se spécialise dans la dorure et la polychromie des plafonds des églises : il réalise le plafond de la nef de l'église du Tiers-Ordre de Saint-François de Mariana en 1807 ; ceux de l'église de Notre-Dame-du-Rosaire et de l'église mère de Saint-Antoine d'Itaverava en 1924 ; ainsi que le plafond des nefs de l'église du Tiers-Ordre de Notre-Dame-du-Carmel de Mariana vers 1826,.
Francisco Xavier Carneiro meurt Mariana le 7 août 1840.
Le nom de Francisco Xavier Carneiro a été donné à une rue, située à Jardim Cidade Pirituba, dans le quartier Jaraguá de la ville de São Paulo.